# Viaducto del Gran Manglar
El viaducto de la Paz o más conocido como viaducto del Gran Manglar, ubicado sobre la ciénaga de la Virgen es el más extenso de Colombia, con una longitud de 4.73 kilómetros. La superestructura cuenta con dos carriles en sentido Cartagena – Barranquilla, y opera como segunda calzada de la Vía al Mar para mejorar la movilidad de entrada y salida de Cartagena.

## Historia
El 10 de septiembre de 2014 se firma el contrato 004 que dio inicio al proyecto, La megaobra opera como segunda calzada de la Vía al Mar, para mejorar la movilidad de entrada y salida de Cartagena, reduciendo los tiempos de recorrido hasta en un 50%.
ha recibido varios premios como el Premio Nacional de Ingeniería versión 2019 y el Premio panamericano de desarrollo sostenible en el 2018

## Componentes
El Viaducto opera en sentido Cartagena – Barranquilla, tiene una longitud de 4.73 km, más un retorno a desnivel de 360 m, cuenta con dos carriles de 3.65 m, bermas internas y externas de 1.80 m, juntas elastoméricas cada 111 m, una altura promedio sobre la Ciénaga de 7 m, 129 vanos en el Viaducto principal y 13 vanos adicionales en el retorno, además de 125 tanques sedimentadores para el tratamiento de aguas de escorrentía y 323 unidades de iluminación alimentadas con energía fotovoltaica.